# Marion Davies

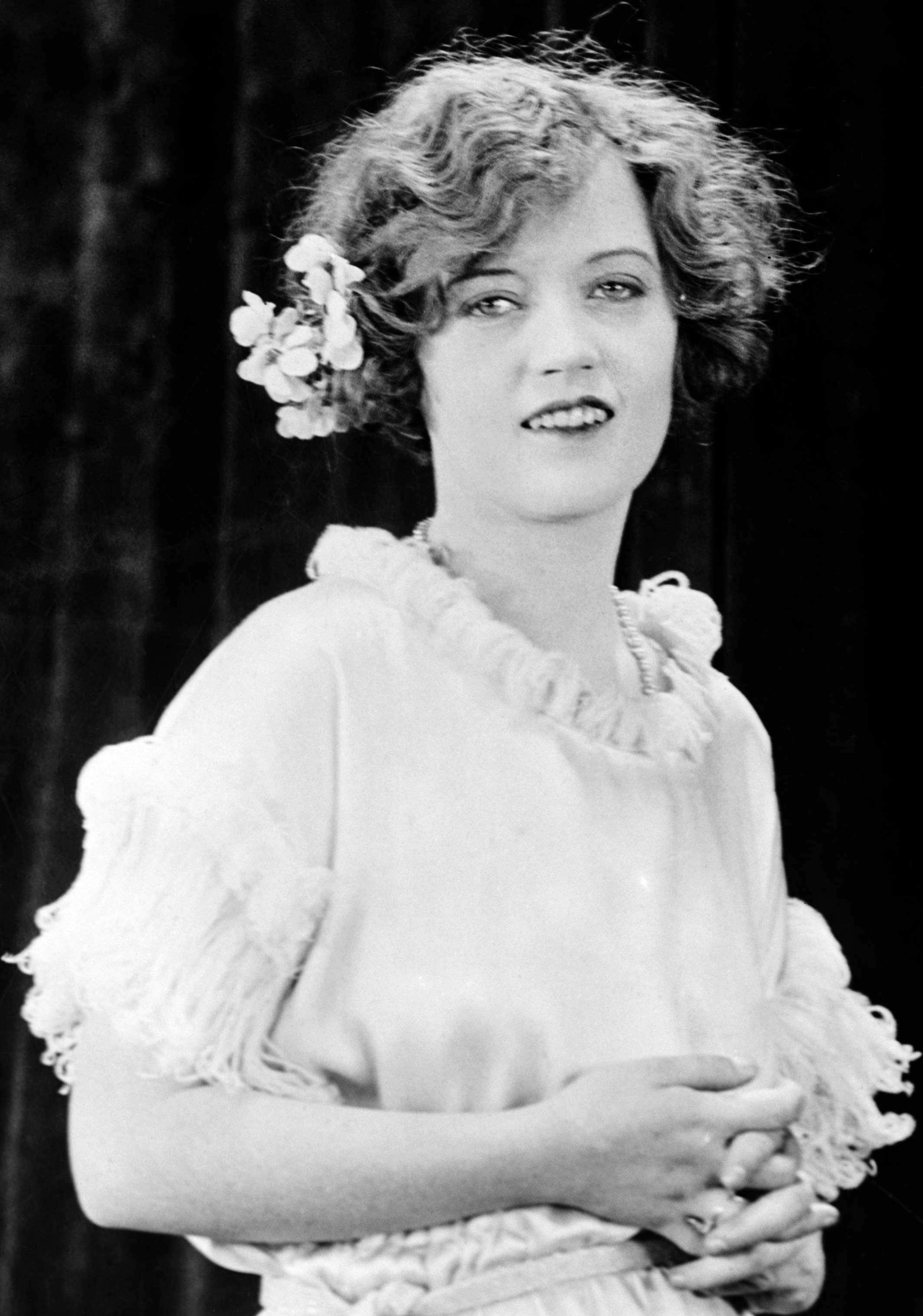
Marion Davies

Marion Davies (* 3. Januar 1897 in Brooklyn, New York; † 22. September 1961 in Los Angeles, Kalifornien; eigentlich Marion Cecelia Douras) war eine US-amerikanische Schauspielerin. Sie feierte in den 1920er- und 1930er-Jahren größere Filmerfolge und wurde insbesondere durch Filmkomödien bekannt.

## Leben
Während ihrer Schulzeit in einem Konvent trat Davies in verschiedenen Stücken auf und gab ihr Debüt am Broadway im Alter von 16 Jahren. Nach einigen kleineren Engagements bekam sie 1916 einen Vertrag bei den Ziegfeld Follies.
Ihre erste Filmrolle war 1917 in Runaway, Romany, zu dem sie selbst das Drehbuch geschrieben hatte. Zu jener Zeit machte sie die Bekanntschaft von William Randolph Hearst, der seitdem großen Anteil an ihrer Karriere nehmen sollte. Hearst gründete für Marion eine eigene Produktionsfirma, die Cosmopolitan Productions, deren Filme von 1919 bis 1923 durch die Paramount Pictures und nach 1924 durch MGM vertrieben wurden. Während Hearst sie am liebsten in historischen Romanzen sah, lag Davies' Talent in der leichten Komödie. Mit King Vidor drehte sie gegen Ende der Dekade zwei ihrer besten Filme, The Patsy und Es tut sich was in Hollywood, in denen Davies gekonnte Parodien von Stars wie Mae Murray und Lillian Gish gab. Die Schauspielerin verdiente 10.000 US-Dollar pro Woche, hatte den mit 14 Zimmern mit Abstand größten Bungalow aller Schauspieler im Studio und ein Strandhaus in Santa Monica mit 110 Zimmern. Neben Mary Pickford galt sie als die beste Gastgeberin der Stadt und empfing gekrönte Häupter ebenso wie Prominente; z. B. trank sie Tee mit George Bernard Shaw.
Ihre Filme waren teilweise sehr erfolgreich an der Kinokasse. Davies, die passabel singen und tanzen konnte, allerdings auch etwas stotterte, schaffte dank der Unterstützung des Studios den Sprung zum Tonfilm. In Marianne, einem Musical, spielte sie eine junge Französin, die nur gebrochen Englisch konnte. In The Hollywood Revue of 1929 wirkte sie nur in einigen Gesangseinlagen mit, darunter in dem hier erstmals präsentierten, später populären Song Singin' in the Rain. 1930 drehte sie zwei ihrer besseren Filme, die Komödien Not so Dumb, erneut unter der Regie von King Vidor, und The Florodora Girl. Gemeinsam mit Bing Crosby arbeitete die Schauspielerin 1933 in dem erfolgreichen Streifen Going Hollywood zusammen, dessen Dreharbeiten sich über sechs Monate hinzogen. Nach 1933 fanden Davies' Filme zunehmend weniger Akzeptanz beim Publikum. Der Versuch, ihre Karriere durch die Rolle einer Südstaatenspionin neben Gary Cooper in dem opulent produzierten Film Geheimagent 13 zu revitalisieren, hatte keinen Erfolg. Dazu kam der Versuch von Hearst, Marion unbedingt in zwei für Norma Shearer vorgesehene Rollen zu pressen, Elizabeth Barrett Browning in der Verfilmung des Bühnenstücks The Barretts of Wimpole Street und Marie-Antoinette. Aufgrund des Zerwürfnisses verließ Marion 1934 das Studio samt ihrer Produktionsfirma und siedelte zu Warner Brothers über.
1937 beendete sie ihre Leinwandkarriere. In den späten 1930er-Jahren erlitt Hearst finanzielle Einbrüche und es war Davies, die ihn finanziell unterstützte, indem sie Schmuck für eine Million Dollar verkaufte und Hearst das Geld zur Verfügung stellte. Sie blieb auch in seinen letzten Lebensjahren an seiner Seite. Nach dem Tod von Hearst im Jahr 1951 heiratete Davies den Geschäftsmann und Schiffskapitän Horace G. Brown. Sie starb 1961 im Alter von 64 Jahren an einer Krebserkrankung.

## Fiktive Darstellungen von Marion Davies
Durch die – angebliche – Darstellung der Hearst-Davies-Affäre in Orson Welles’ Film Citizen Kane litt Davies' Ruf schon zu Lebzeiten. Dass die Sängerin Susan Alexander von ihrem Geliebten Kane trotz fehlenden Talents zum Star aufgebaut werden soll, ist vielfach als Anspielung auf Davies und ihr angeblich mangelndes Talent gewertet worden. Tatsächlich scheint aber ebenso die Millionärsgattin Ganna Walska mit ihrer gescheiterten Opernkarriere dafür Pate gestanden zu haben. Orson Welles persönlich verteidigte Davies im Jahre 1975, als er das Vorwort für deren Biographie The Times We Had verfasste.

„Marion Davies war eine der witzigsten und fähigsten Komödiantinnen der gesamten Filmgeschichte. Auch ohne Hearst wäre sie ein Star geworden.“

Heute würdigen viele Filmhistoriker Davies wieder als talentierte Komödiendarstellerin. Marion Davies wurde bereits mehrfach in Kino- und Fernsehproduktionen als historische Persönlichkeit dargestellt. 1985 erschien der Fernsehfilm The Hearst and Davies Affair mit Virginia Madsen als Davies und Robert Mitchum als Hearst. Im Fernsehfilm Citizen Kane – Die Hollywood-Legende von 1999 wird Davies durch Melanie Griffith verkörpert. In Peter Bogdanovichs Kinofilm The Cat’s Meow von 2001, wird Marion Davies durch Kirsten Dunst dargestellt. Amanda Seyfried spielt Marion Davies in David Finchers Mank, erschienen 2020, der unter anderem eine fiktive Geschichte über die Beziehung zwischen Davies und Herman J. Mankiewicz schildert.

## Filmografie
- 1917: Runaway Romany
- 1918: The Burden of Proof
- 1918: Cecilia of the Pink Roses
- 1919: The Belle of New York
- 1919: Getting Mary Married
- 1919: The Cinema Murder
- 1919: The Dark Star
- 1920: April Folly
- 1920: The Restless Sex
- 1921: The Bride’s Play
- 1921: Buried Treasure
- 1921: Enchantment
- 1922: Beauty’s Worth
- 1922: When Knighthood was in Flower
- 1922: The Young Diana
- 1923: Adam and Eva
- 1923: Little Old New York
- 1924: Das Heldenmädchen von Trenton (Janice Meredith)
- 1924: Yolanda
- 1925: Lights of Old Broadway[5]
- 1925: Zander the Great
- 1926: Beverly of Graustark
- 1927: Im stillen Gässchen (Quality Street) (auch Produktion)
- 1927: The Red Mill
- 1927: Die blonde Kollegin (The Fair Co-Ed)
- 1927: Tillie the Toiler
- 1928: Ein Mädel mit Tempo (The Patsy)
- 1928: The Cardboard Lover
- 1928: Es tut sich was in Hollywood (Show People)
- 1929: The Hollywood Revue of 1929
- 1929: Marianne
- 1930: Not So Dumb
- 1930: The Florodora Girl
- 1931: It’s a Wise Child
- 1931: The Bachelor Father
- 1931: Five and Ten
- 1932: Blondie of the Follies
- 1932: Polly of the Circus
- 1933: Peg O’ My Heart
- 1933: Going Hollywood
- 1934: Geheimagent 13 (Operator 13)
- 1935: Page Miss Glory
- 1936: Hearts Divided
- 1936: Kain und Mabel (Cain and Mabel)
- 1937: Ever Since Eve